# Alec Trevelyan
Alexander 'Alec' Trevelyan (ou agente 006) é um personagem do filme 007 contra Goldeneye, da série cinematográfica com o espião britânico James Bond.
Foi interpretado nas telas pelo ator Sean Bean, que anos antes havia feito testes para o papel do próprio Bond, para o filme 007 Marcado Para a Morte, após a aposentadoria de Roger Moore.

## Características
Trevelyan é o ex-agente 006 do MI-6, que trai a agência de espionagem durante uma missão para explodir uma fábrica de armas químicas no interior da Rússia, em companhia do colega 007. Durante a operação, Trevelyan é capturado e aparentemente morto pelo comandante militar da fábrica, general Ourumov, enquanto Bond escapa e completa a missão. De volta a Londres, ele lamenta com M a aparente morte do amigo 00, pela qual se sente responsável.
Nove anos depois, Bond descobre Alec como chefe da organização terrorista tecnológica Janus, que rouba os códigos do satélite espião Goldeneye, para provocar uma catástrofe no sistema financeiro da Grã-Bretanha.

## Filme
Alec acompanha Bond na missão na Rússia, durante a abertura do filme. Capturado por Ourumov dentro da fábrica, pede a Bond que exploda os detonadores mesmo assim e leva um tiro do general. Anos depois, quando Bond investiga a organização Janus, é surpreendido por ver Alec como chefe dela, em parceria com Ourumov. Explicando seu plano a 007, ele conta que pretende vingança contra os britânicos pelos sofrimentos causados a seus pais cossacos, colaboradores dos nazistas, que tentaram asilo na Inglaterra ao fim da II Guerra Mundial, mas foram mandados para a URSS, sendo torturados pelos homens de Stalin. Mesmo sobrevivendo, o fato causou tal perturbação em seu pai que ele matou a mãe de Alec e suicidou-se em seguida. Alec também traz no rosto uma enorme cicatriz, causada pela explosão dos detonadores de Bond na missão anos antes.
Com a ajuda de Jack Wade, agente da CIA e de Natalya Simonova, técnica em computadores, sobrevivente da matança que Alec ordenou numa base remota da Sibéria - e de onde Ourumov roubou os códigos do Goldeneye -, depois de escapar de várias tentativas dos capangas de Trevelyan em matá-lo, Bond invade o complexo de controle de satélites do renegado em Cuba. Presos na base, Natalya consegue reprogramar a trajetória do Goldeneye para um mergulho no mar após refazer os códigos de acesso. Correno pelo complexo, Bond tenta desativar a enorme antena parabólica que controla o satélite e Alec sai em sua perseguição.
Na luta que se segue, num pequena plataforma da enorme antena, Trevelyan leva a melhor sobre Bond e está ponto de atirar quando 007 inverte a situação e deixa o vilão pendurado numa pequena escada, sobre o enorme prato da antena, dezenas de metros abaixo. Seguro apenas por Bond, ele pergunta se 007 - a quem tinha chamado de leal fox terrier de Sua Majestade -  faz isso pela Inglaterra, e obtém de resposta que não, faz por ele, Bond. Ele então solta Trevelyan, que cai em queda livre até o prato da antena metros abaixo. Sobrevivendo seriamente ferido, acaba soterrado e queimado pelo restante da antena, que explodida por Bond, cai em cima dele.